# Snooker
Snooker er en variant af billard, der spilles på et stort bord, 12×6 fod, med huller i hvert af de fire hjørner samt på midten af hver langside. Det spilles med en kø, en hvid stødbal, 15 røde baller (1 point) og seks farvede baller med point fra to til syv. En spiller vinder en runde (kaldet frame) ved at have flere point end modstanderen, ved at bruge stødballen til at potte pointballerne i en bestemt rækkefølge. En kamp vindes som bedst ud af et ulige antal frames. Snooker er specielt populær i Storbritannien, Irland og i fjernøsten, men der eksisterer også adskillige snookerklubber i Danmark.

## Generelt
Navnet snooker stammer fra en spilsituation i spillet, hvor den kugle der skal stødes på er blokeret, så der ikke kan stødes direkte på den og man derfor er tvunget til et sværere stød. Dette kaldes en snooker – og at man er blevet lagt snooker. Ordet snooker har i denne sammenhæng også fundet vej ind i det almindelige engelske sprog (to snooker somebody: 'at irritere eller forhindre nogen i noget')
Snooker har til sammenligning med andre billardspil en højere sværhedsgrad og stiller større krav til spillernes taktiske og tekniske egenskaber. Den højere sværhedsgrad skyldes især bordets større spilleflade i forhold til andre billardspil, ballernes mindre diameter og at hullerne er mindre. Det afvekslende spil mellem røde og farvede baller og et ønske om så vidt muligt at putte de baller med højest værdi gør blot spillet endnu sværere.
Snooker er en gentleman-sport og er højere grad end andre billardspil præget af stil, god omgangstone og god etikette. Ved de fleste større turneringer er skjorte, vest og butterfly påkrævet.
Snooker har traditionelt været spillet i Storbritannien, Irland og nogle Commonwealthlande, men i de senere år har sporten haft stor fremgang i Asien – ikke mindst i Kina, hvor millioner af mennesker spiller snooker. De fleste professionelle spillere kommer også fra de ovennævnte lande.
De største turneringer indeholder pengepræmier for millioner af kroner og bliver især dækket af tv-stationerne BBC, Sky Sports og Eurosport.

## Historie
Snooker blev opfundet i Indien i 1875 (formentlig 17. april) af den britiske officer for kolonistyrkerne i Ooty Club i Nilgiri. De øvrige spilformer var dengang 'black pool', hvor der spilledes med 15 røde baller og en sort som i engelsk billard. Ifølge fortællingen eksperimenterede Sir Neville Francis Fitzgerald Chamberlain, på et engelsk-billard-bord, med en variant, hvor der udover de 15 røde og den ene sorte blev spillet med yderligere farvede baller. Derved opstod 'snooker-pool' som i sin første form bestod af 15 røde, sort, pink, grøn og gul, hvor farvernes pladser lå på de markeringer, der var på et engelsk-billard-bord. Senere blev spillet udviklet, og blå og brun blev indført.
John Roberts Jr., en førende engelsk-billiard-spiller på den tid, forelskede sig i denne nye variant og præsenterede den første gang for offentligheden i England i 1885. Dog måtte snooker kæmpe mod engelsk billards dominans langt op i det 20. århundrede før det for alvor slog igennem. Et problem var, at der ikke eksisterede nogle alment gældende regler – i Storbritannien eksisterede der mellem 1908 og 1919 to forskellige forbund, som anvendte forskellige regelsæt.
Efter Billards Associations udgivelse af de første officielle regler, til brug på verdensplan, i London 11. december 1900, varede det helt til juni 1919 før blå og brun blev en fast bestanddel af spillet.
Joe Davis frygtede i 1950'erne en stilstand i spillets udvikling og foreslog i 1959 en orange og en violet bal, således at spillet fik 9 farvede baller og at det maksimalt opnåelige antal point blev 210. Denne variant af spillet nåede dog aldrig at slå igennem.
Navnet snooker stammer fra det nedladende ord, der blev brugt om rekrutterne i den engelske hær. Det var formentlig Neville Chamberlain der første gang anvendte udtrykket om en modspiller, der med vilje eller tilfældig stødte hvid så Chamberlain ikke kunne støde ordentligt. At spillet er påvirket af militær-chargon ses også i udtrykket, der anvendes om det at støde hvid i hul, hvilket kaldes 'scratch'. Scratch var en anvendt betegnelse for rekrutter.
De første VM i snooker blev afholdt i 1927 på foranledning af Joe Davis. Joe Davis vandt denne turnering og alle efterfølgende turneringer indtil 1946. Derefter trådte Joe Davis tilbage uden et eneste nederlag i VM-sammenhæng.
Det første amatør VM fandt sted i 1963 i Indien er er blevet spillet årligt siden 1984.
I 1969 ledte BBC efter en sportsgren, der billigt kunne demonstrere farve-tv'ets fordele. Til dette formål valgte man snookerturneringen pot-black, hvorfra der blev transmitteret første gang d. 23. juli 1969. Snooker-spillets popularitet oplevede derigennem et enormt opsving og også andre turneringer kom på sendefladen. Snooker-transmissioner er i dag de næst mest sete sportsbegivenheder i Storbritannien efter fodbold.
I 1985 skrev VM-finalen sig i de sene timer ind i britisk fjernsynshistorie, idet den med over 18 millioner seere blev den mest sete sportbegivenhed på dette tidspunkt af døgnet.

## Regler
Grundlæggende regler:
Ballerne placeres af dommeren som vist på billedet, hvorefter en spiller starter ved bordet med at bryde de røde baller. Derefter går spillerne efter tur til bordet. Man bliver ved bordet så længe man kan potte en bal uden fejl. Det antal point en spiller får ved ét besøg ved bordet kaldes et break. Den bal eller de baller, som det er lovligt at ramme først, siges at være "på" for det enkelte stød. Når en spiller kommer til bordet, er det en af de røde baller, der er "på". Lykkes pottet, skal den næste bal "på" være en af farverne. Spilleren bestemmer selv hvilken. Rammes en anden bal, eller rammes slet ingen, dømmes fejl, og spilleren skal enten tage skuddet om eller overgive turen til modstanderen (alt efter fejlens type og modstanderens eventuelle reaktion).
Når en rød bal pottes får spilleren ét point. Herefter skal der følge en farve (gul, grøn, brun, blå, pink og sort), spilleren skal over for dommeren nominere den ønskede farve. Ved et pot af en farve tildeles et antal point (gul, 2; grøn, 3; brun, 4; blå, 5; pink 6 og sort 7). Den farvede bal lægges tilbage på dens oprindelige plads umiddelbart efter. Hvis denne er optaget placeres den på den højest ledige plads. Hvis der ikke er frie pladser lægges den så tæt på sin egen plads som muligt langs en lige linje midt gennem bordet.
Skiftet mellem de røde baller og farverne ender, når den sidste røde bal og efterfølgende farvede bal er pottet. Da må alle seks farver pottes i rækkefølge fra gul til sort. I denne slutfase af en frame lægges farverne ikke tilbage på bordet (medmindre der laves en fejl).
Når alle baller er pottet, har spilleren med flest point vundet framen. Ofte opgives en frame, når en spiller er flere point bagud end hvad de resterende kugler svarer til og det er formålsløst at håbe på tilstrækkeligt mange fejlstød fra modstanderen.
| Farve | Farve | Værdi   |
| ----- | ----- | ------- |
| Rød   |       | 1 Point |
| Gul   |       | 2 Point |
| Grøn  |       | 3 Point |
| Brun  |       | 4 Point |
| Blå   |       | 5 Point |
| Pink  |       | 6 Point |
| Sort  |       | 7 Point |

## Udtryk
Nogle vigtige udtryk i snooker-spillet er bl.a.:
Break-off-stød

Det første stød i en frame.
Ball on:

En bal, der i følge reglerne kan eller må spilles, betegnes som Ball on.
Break:

Et break er en serie af point, som opnås af en enkelt spiller i en tur.
Frame:

En snooker-kamp deles op i frames. Der kan eksempelvis spilles bedst af 11 frames, hvor spilleren der først vinder 6 frames så har vundet kampen. I VM-finalen spilles bedst af 35 frames.
Fejl:

En fejl er et regelstridigt stød eller gerning. En fejl giver mindst 4 og højest 7 points straf (afhængigt af hvilke baller der er involveret i fejlen) som tilskrives modspilleren. Efter hver fejl har modspilleren muligheden for selv at støde eller lade spilleren, der lavede fejlen støde selv.
Kick:

Et Kick eller dårlig kontakt, opstår når ballerne kortvarigt ruller opad hinanden idet de rammer hinanden så ballerne dermed hopper lidt.
Miss:

Kan dømmes mod en spiller, hvis dommeren skønner at denne, af taktiske årsager, ikke har gjort sit bedste i forbindelse med et fejlstød. I denne situation kan modspilleren bede dommeren om at lægge ballerne tilbage i udgangspositionen og lade spilleren ved bordet støde igen. Hvert mis giver minimum 4 point til modspilleren og 5, 6 eller 7, hvis hhv. blå, pink eller sort bal er involveret i fejlen.
Re-Rack:

Spillerne kan blive enige om at starte framen forfra, hvis de føler at spillet er 'låst' – dette kaldes et re-rack.
Touching Ball:

Ligger stødballen klos op ad en anden bal, kaldes det touching ball. Dette betyder, at den anden bal regnes for ramt allerede inden stødet udføres. Ligger stødballen op ad en farvet bal når rød er ball-on giver dette dog ikke fejl for støderen så længe der stødes væk fra den pågældende bal og rammer en rød bal – det samme gælder i den modsatte situation, hvor stødballen ligger klos op ad en rød bal og der skal stødes på en farvet bal.

## Udstyr
Bordet

De officielle indvendige mål for et turnerings-snookerbord er 3556 × 1778 mm (+/-13 mm). Højden ligger mellem 851mm og 876mm. Snookerborde vejer omkring 1500 kg.
Snookerballer

Kuglerne i snooker kaldes – som i alle andre former for billard – for baller. Moderne snookerballer er lavet i Phenoplast. Diameteren på ballerne er 52,5 mm; vægten er ikke angivet i reglementet, men ligger dog typisk mellem 130g og 150g og må maksimalt svinge 3g i vægt. Der spilles i snooker med en hvid stødbal, som må stødes på de øvrige baller.
Snookerkøer

I Snooker anvender man formindsket træ, som er meget hårdt (ofte ask eller ahorn. Formindske betyder at køen er tykkere ved grebet og bliver smallere og smallere ud mod spidsen. Køen skal mindst være 91 cm lang. Der spilles i reglerne med 'åben bro' hvilket betyder at køen føres på pege- og tommelfinger og altså ikke omsluttes af pegefingeren som man ofte ser det i pool- og carambolebillard.
En kø kan være lavet i en eller to dele og med skruegevind i enden. Ved todelte køer arbejder man i forbindelse med turneringssnooker med en 3/4-deling, hvilket betyder at køens forreste del udgør 3/4 af køen samlede længde. Således undgår man af samlingspunktet skraber mod hagen ved stød. Kun meget få professionelle spiller bruger 1/2-delinger. Professionelle spilleres køer er dog ofte specialfremstillede og spillerne tilstræber ofte at bruge dem hele livet.
Køen kan forlænges ved at skrue en såkaldt 'forlænger' i enden. En yderligere forlængning af køen kan opnås med den teleskop-forlænger der hører til bordet. Forlængere er på grund af bordet størrelse fordelagtige i specielle spilsituationer.
Kridt

Ved turneringer kridtes køerne ofte mellem hvert stød. Vha. kridtet opnås en større berøring med stødballen så denne bedre kan spinnes. Spin er meget væsentligt i positionsspillet af stødballen så den også ligger i position til den næste bal, der skal stødes. Kridtet er for det meste grønt i snooker, men adskiller sig derudover ikke fra kridtet i andre billardspil.
Forlænger

En mindre stav den passer henover, eller kan skrues i enden af, køen for af forlænge denne. Bruges til stød hvor stødballen er langt fra spilleren.
Rest

En lang stav med et X-formet hoved, der bruges til at støtte køen når stød ballen ligger længere væk fra spilleren end, hvad der kan nåes med en almindelig forlænger.
Forlænget rest

Fungerer ligesom resten, men med den ekstra egenskab, at den kan forlænges op mod en meter.
Hook rest

Identisk med en normal rest, dog med en kroget ende. Bruges til at resten rundt om en anden kugle. Hook resten er den nyeste opfindelse inden for snooker.
Spider

Bruges ligesom resten men har et højt, bueformet hoved. Bruges til at støtte køen højere oppe end hvad resten kan, så der eksempelvis kan stødes henover andre baller.
Svane-halsen

Fungerer ligesom spideren, men med et hoved, der giver mulighed for at støde henover flere baller.
Trianglen

Det stykke udstyr, der bruges til at samle de røde baller inden en frame.
Extended spider

En mellemting mellem svanehalsen og spidere.
Ball-markør

Et instrument med flere funktioner, hvilket dommeren kan (1) placere ved en baller for at markere den position, hvorefter ballen kan fjernes og renses (2) bruge til at måle om der er plads til at en farvet bal kan komme op på sin plads (3) bruge til at vurdere om en bal kan stødes i forbindelse med en evt. fri bal.

## Vigtige turneringer
De største turneringer finder for størstedelens vedkommende sted i Storbritannien. Den vigtigste er VM i snooker. Her opnås de største pengepræmier og de fleste point til verdensranglisten. Den næstvigtigste turnering må siges at være UK Championship, da denne giver flere point til verdensranglisten end de øvrige turneringer..
Turneringerne nævnt nedenfor stammer fraHovedtouren. Til ranglisteturneringerne er det kun verdensranglistens førende spillere, der kan starte direkte i første runde. Alle andre spillere må deltage i kvalifikationsturneringer efter deres position på verdensranglisten.
Ranglistenturneringer
- Northern Ireland Trophy
- Shanghai Masters
- Grand Prix
- Bahrain Championship
- UK Championship
- Welsh Open
- China Open
- VM i snooker

Invitationsturneringer
- Masters

Med Pontins International Open Series (PIOS) findes en turneringsserie, hvorfra man kan kvalificere sig til hovedtouren. Derudover har World Series of Snooker siden 2008 eksisteret for at gøre snookersporten mere udbredt og populær i flere lande.

## Kendte spillere
Inden for snooker-sportens verden arbejdes der som inden for så mange andre enkeltmands-sportsgrene med en verdensrangliste. På snooker-ranglisten listes de for tiden 96 bedste spillere set over de sidste to sæsoner. Spillere kommer på listen ved at deltage i de officielle snooker-turneringer.
I den professionelle æra, der begyndte med Joe Davis i 1930'erne og har fortsat helt til i dag, er det relativt få spillere, der har ligget helt på toppen og er betragtet som de allerbedste. De bedste er dem, der har vundet flere rangliste-turneringer i træk og udvist de største evner. I moderne tid er de økonomiske gevinster ved at være på toppen blevet meget store og giver millioner af pund til de bedste.. At opnå en placering i snooker-eliten er en hård opgave, da elitens høje standard kræver mange års træning og dedikeret indsats samt ikke mindst evnerne.
Nogle spillere har domineret sportens gennem årtierne. Ray Reardon betragtes sædvanligvis som den primære spiller i 1970'erne, Steve Davis i 1980'erne og Stephen Hendry i 1990'erne med henholdsvist 6, 6 og 7 verdensmesterskaber. I 2000'erne har ingen enkelt spiller domineret i samme grad, men mange peger på Ronnie O'Sullivan, der har vist store takter – han har dog ikke haft samme konsistente topspil i perioden som de 3 andre. 

## Andre varianter af spiller
- Snooker plus, en variant med flere farvede kugler.
- Sinuca Brasileira, en brasiliansk version med kun een rød kugler og vekslende andre regler.
- Frivillig Snooker, en variant fra de tidlige 1900'ere.
- Super 6s, en variant spillet med kun seks røde kugler.
- Power Snooker, a variant med højere tempo og afgrænset spilletid på 30 minutter